# Michael Dekel

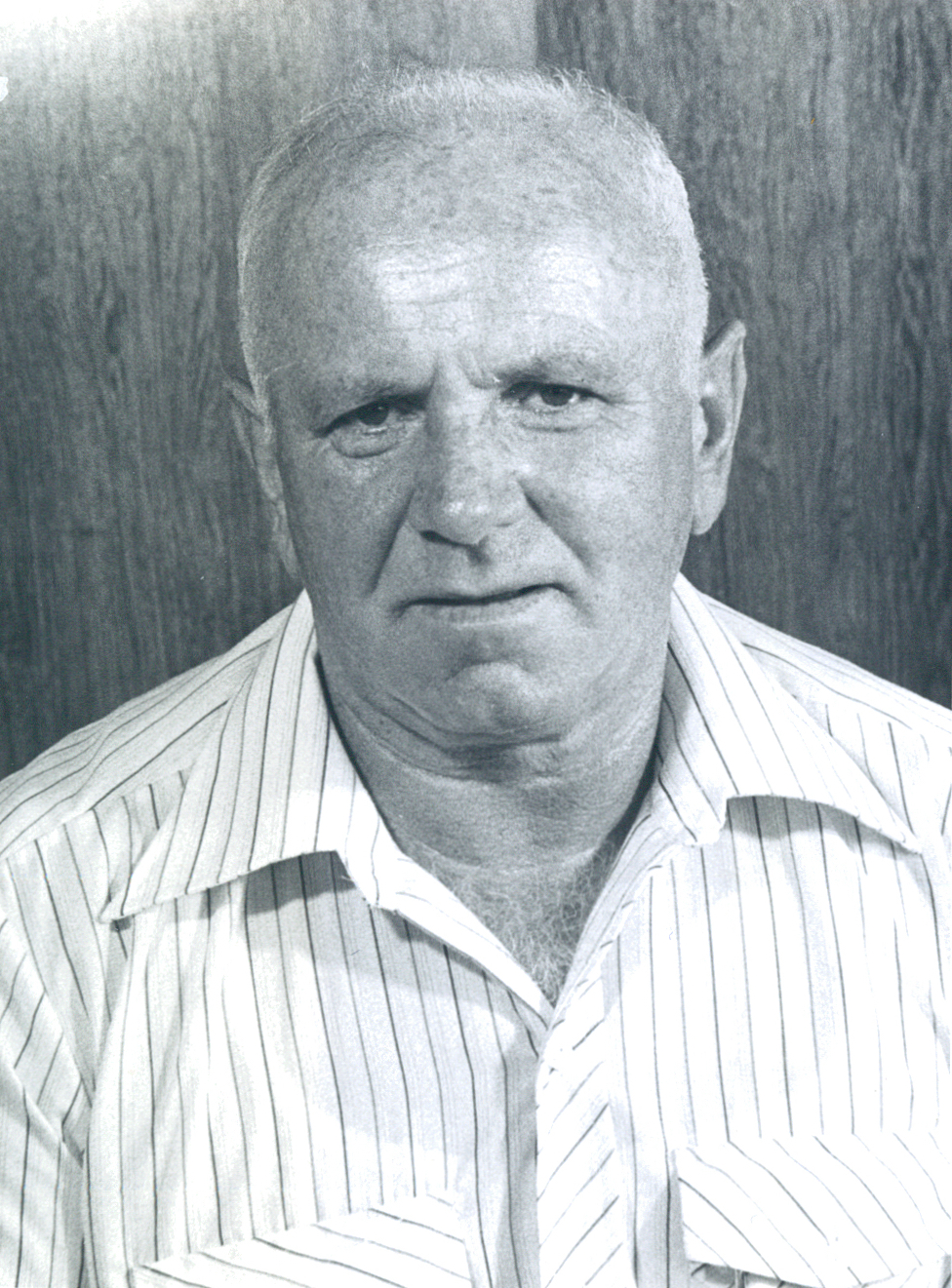
Michael Dekel

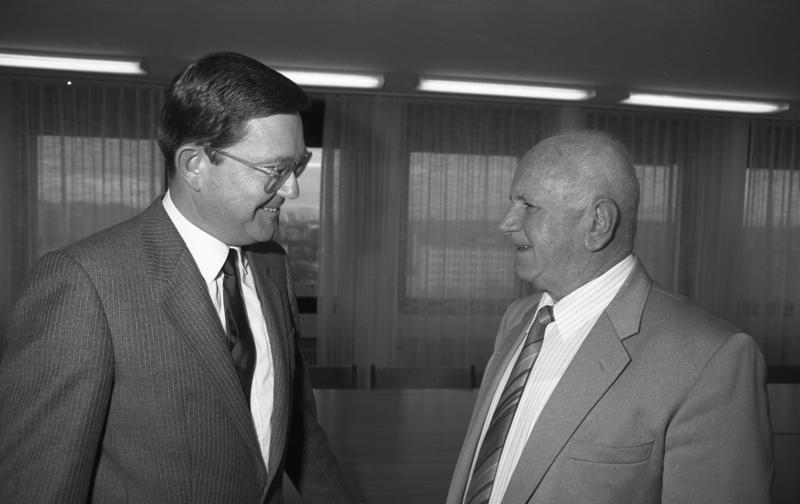
Michael Dekel (rechts) im Gespräch mit dem damaligen Parlamentarischen Staatssekretär Carl-Dieter Spranger (links) im Februar 1988.

Michael Dekel (hebräisch מיכאל דקל; * 1. August 1920 in Pinsk, Republik Polen; gest. 20. September 1994 in Israel) war ein israelischer Politiker.

## Leben
Dekel diente im Zweiten Weltkrieg von 1943 bis 1944 in der Roten Armee und später von 1944 bis 1946 in der polnischen Armee. In der Nachkriegszeit wurde er Leiter der Betar in einem österreichischen DP-Lager und gehörte zu den Leitern der österreichischen Zweigs der zionistischen Organisation Irgun.
Dekel wanderte 1949 nach Israel ein. 1950 wohnte er in Nordia (hebräisch נוֹרְדִיָּה) eine Siedlung, die von ehemaligen Mitgliedern der zionistischen Organisation Irgun Tzwa’i Le’umi gegründet wurde. Später wurde er Mitglied bei konservativen zionistischen Partei Cherut, 1966 wurde er Mitglied der Parteileitung und Zentralausschusses des Cherut.

## Politik
In der 10. Legislaturperiode (Knesset), vom 10. Oktober 1983 bis zum 13. September 1984, war er in der 19. und 20. Regierung stellvertretender Agrarminister.  In der 11. Legislaturperiode (Knesset), vom 3. Dezember 1985 – 21. November 1988  bzw. in der 21. und 22. Regierung, war Dekel stellvertretender Verteidigungsminister.